# Adavi (Nigéria)
Adavi é uma área do governo local no estado de Kogi, Nigéria, adjacente ao estado de Edo, no sul, e a capital do estado, Lokoja, no norte. Sua sede é na cidade de Ogaminana perto da rodovia Rodovia A123 no sudoeste da área em7° 36′ 05″ N, 6° 12′ 01″ L.
Possui uma área de 718 km2 e uma população de 202.194 no censo de 2006.[nota a].
O código postal da área é 264.